# Trachyderes melas
Trachyderes melas là một loài bọ cánh cứng trong họ Cerambycidae.